# Gymnosporia drummondii
Gymnosporia drummondii là một loài thực vật có hoa trong họ Dây gối. Loài này được (N.Robson & Sebsebe) Jordaan mô tả khoa học đầu tiên năm 2003 publ. 2004.